# 小林欣也
小林 欣也（こばやし きんや）は日本の俳優。愛媛県出身。
吉田寮食堂大演劇、企画責任。1999年から2008年の10年間を吉田寮で過ごす。
劇団ヨーロッパ企画と親交があり「ヨーロッパ企画の暗い旅」に度々出演している。京都大学出身であることから「京都演劇界知の巨人」と呼ばれる。

## 出演

### テレビ番組
- ヨーロッパ企画の暗い旅

| #55  | 第２回バスタブでんぐり返し選手権の旅         | 2013年2月6日   |
| #61  | イエゴラスイッチコンテスト・リベンジ旅       | 2013年5月1日   |
| #62  | 神泉苑祭にゲーム出店をだす旅                 | 2013年5月15日  |
| #64  | スピードハンモック選手権の旅                 | 2013年6月12日  |
| #67  | 盛り上がる室内球技大会の旅                   | 2013年7月24日  |
| #70  | ほこ×さけの旅                                | 2013年9月4日   |
| #71  | また不条理な競技会があるらしい旅             | 2013年9月18日  |
| #78  | マネーをおごる虎の旅                         | 2013年12月25日 |
| #84  | 長回しフリースタイルの旅                     | 2014年3月26日  |
| #90  | 長回しフリースタイル2の旅                    | 2014年6月18日  |
| #92  | ワンルームお化け屋敷コンテストの旅           | 2015年1月21日  |
| #93  | ギヤの研究発表の旅                           | 2015年2月4日   |
| #100 | ヌンチャクボールを100人に遊んでもらう旅      | 2015年5月13日  |
| #106 | カシコラスイッチコンテストの旅               | 2015年8月5日   |
| #125 | 欣也TRPGをクリアする旅                       | 2016年5月14日  |
| #129 | 中川さんの頭に象のじょうろを乗せる旅         | 2016年7月9日   |
| #130 | 石田のアバターを進化させる旅                 | 2016年7月23日  |
| #132 | トラウマ克服劇団の旅                         | 2016年8月20日  |
| #133 | 大歳のドライブを見に行く旅                   | 2016年9月3日   |
| #140 | 魔球ムービーアワードの旅                     | 2016年12月10日 |
| #144 | 熱闘！ホイロスタジアムの旅                   | 2017年2月18日  |
| #147 | ヨーロックホームズの旅                       | 2017年4月1日   |
| #153 | 六つ子ムービーアワードの旅                   | 2017年6月24日  |
| #156 | 蚊柱少年になる旅                             | 2017年8月12日  |
| #165 | チェスをかじる旅                             | 2017年12月16日 |
| #167 | 任せて先に行く旅                             | 2018年1月20日  |
| #177 | 小林欣也が上田の入試問題で100点を取る旅      | 2018年6月9日   |
| #178 | 横重力ムービーアワードの旅                   | 2018年6月23日  |
| #180 | グラビティ・オペラをリメイクする旅           | 2018年7月21日  |
| #192 | 演劇蟹工船の旅                               | 2019年1月5日   |
| #193 | 黒木健康道場の旅                             | 2019年1月19日  |
| #194 | 酒井のロボ実験映画を二度と見ない旅           | 2019年2月2日   |
| #199 | ヨーロッパ仁鶴のしっぽを掴む旅               | 2019年4月13日  |
| #213 | 演劇蟹工船・ラプラタ川スペシャルの旅         | 2019年10月26日 |
| #214 | 千田祭の鯛を２匹持ち帰る旅                   | 2019年11月9日  |
| #224 | KBSホールCMムービーアワードの旅              | 2020年3月28日  |
| #226 | 100人でだし巻きを食べる旅・前編              | 2020年4月25日  |
| #227 | 100人でだし巻きを食べる旅・後編              | 2020年5月9日   |
| #232 | ビルのゲームの旅・前編                       | 2020年7月18日  |
| #233 | ビルのゲームの旅・後編                       | 2020年8月1日   |
| #234 | クイズ！暗い旅２の旅                         | 2020年8月15日  |
| #240 | SAKEKE３の招待状を渡しにいく旅               | 2020年11月7日  |
| #247 | ない装置コンテストの旅                       | 2021年2月20日  |
| #250 | 演劇ポエトリー蟹工船の旅                     | 2021年4月3日   |
| #251 | なぞなぞ三銃士がマコトさんをもてなす旅・前編 | 2021年4月17日  |
| #252 | なぞなぞ三銃士がマコトさんをもてなす旅・後編 | 2021年5月1日   |
| #254 | 京大生バインダーの旅                         | 2021年5月29日  |
| #256 | 意味が分かると怖い旅                         | 2021年6月26日  |
| #258 | 演劇ポエトリー蟹工船2の旅                    | 2021年7月24日  |
| #268 | 欣也のスキルはあんなもんじゃない旅           | 2021年12月11日 |
| #275 | バードウォッチングに行く旅                   | 2022年3月19日  |
| #276 | 演劇アコースティック蟹工船の旅               | 2022年4月2日   |
| #280 | フィッシングに行く旅                         | 2022年5月28日  |
| #287 | 欣也TRPG2022の旅                             | 2022年9月3日   |
| #290 | 演劇アコースティック蟹工船２の旅             | 2022年10月15日 |
| #292 | 不思議バインダー５の旅・前編                 | 2022年11月12日 |
| #293 | 不思議バインダー５の旅・後編                 | 2022年11月26日 |
| #297 | 消えた日傘の話をブラッシュアップする旅       | 2023年1月21日  |

### 舞台
- はたたがみ（2010年7月）ベビー・ピー[2]
- 夕凪アナキズム Yu-nagi Anarchism（2013年1月）夕暮れ社 弱男ユニット[3]
- 夕暮れ社、海のリハーサル（2013年6月）夕暮れ社 弱男ユニット[4]
- HELLO HELL!!!（2013年10月 - 2014年1月）劇団子供鉅人[5]
- ベビー・ピーの旅芝居『風あこがれ』（2017年9月 - 10月）ベビー・ピー[6]
- 吉田寮食堂大演劇『今』（2018年10月）脚本、演出、企画責任[7]
- 吉田寮食堂大演劇『三文オペラ』（2019年2月）企画責任[8]
- ベビー・ピーの旅芝居『ラプラタ川』（2019年7月 - 10月）ベビー・ピー[9]
- 大長編 男肉 du Soleil『転生したハムレットの世界で生きるべきか死ぬべきか戻れるか、それが問題だ』（2022年4月 - 5月）男肉 du Soleil[10]
- 豆企画 第9回公演『唐版 風の又三郎』（2024年10月26日・27日）[11]